# 屋宜ベンジャミンレイ
屋宜 ベンジャミンレイ（やぎ ベンジャミンレイ、Yagi Binjamin Ray、1988年3月5日 - ）は、トップキュウシュウAルリーロ福岡に所属するラグビー選手。

## プロフィール
- 沖縄県うるま市出身。
- ポジションはウィング(WTB)、フルバック(FB)。
- 身長 174cm、体重 83kg
- 父親はアメリカ人のハーフ。
- ニックネームはベン。

## 経歴
県立石川高校、流通経済大学を経て、2010年、ヤマハ発動機ジュビロ(現・静岡ブルーレヴズ)に加入。同年10月2日に行われたジャパンラグビートップリーグ第4節のトヨタ自動車ヴェルブリッツ戦にて先発出場で公式戦初出場を果たす。
2013年、福岡サニックスブルース（現・宗像サニックスブルース）に加入。
2017年、宗像サニックスブルースの副将に就任した。
2022年、ルリーロ福岡選手スコッドに選ばれた。